# Èczema xeròtic
L'èczema xeròtic (o  èczema asteatòtic o èczema craquelé) és una forma d'èczema que es caracteritza pels canvis que es produeixen quan la pell es torna anormalment seca, vermella, amb picor, i esquerdada (d'aquí fa denominació francesa de craquelé). Acostuma a ocórrer amb més freqüència durant l'hivern i en condicions seques.
L'èczema xeròtic és comú en persones ancianes, encara que no és estrany per a persones de 20 anys. És més freqüent a les cames i pot aparèixer com irritacions vermelles, irregulars i amb la capa còrnia clivellada.

## Tractament
El primer mètode que s'ha de prendre quan es tracta l'èczema xeròtic és intentar rehidratar la pell seca amb un humidificador i banyar-se/dutxar-se amb menys freqüència. S'han d'utilitzar sabons suaus i hidratants per evitar més irritacions. S'ha d'evitar rascar la zona afectada. L'aplicació de pomades contra la picor i l'ús freqüent de locions o cremes hidratants que contingui urea haurien d'ajudar a reduir la sequedat.
Si la pell està inflamada o esquerdada, es poden utilitzar glucocorticoides de potència mitjana a alta.
Un estudi publicat el 2005 va trobar resultats positius en remullar la zona afectada amb aigua durant vint minuts i després aplicar un glucocorticoide en ungüent de concentració mitjana a alta.